# Paryż-Tours 2020
Paryż-Tours 2020 – 114. edycja wyścigu kolarskiego Paryż-Tours, która odbyła się 11 października 2020 na trasie o długości 213 km z miejscowości Chartres do miasta Tours. Wyścig był częścią UCI ProSeries 2020.

## Uczestnicy

### Drużyny
| WorldTeams (4)- AG2R La Mondiale - Cofidis - Groupama-FDJ - Team Sunweb ProTeams (16)- Alpecin-Fenix - B&B Hotels-Vital Concept p/b KTM - Bingoal-Wallonie Bruxelles - Burgos-BH - Caja Rural-Seguros RGA - Circus-Wanty Gobert - Euskaltel-Euskadi - Gazprom-RusVelo - Nippo Delko One Provence - Rally Cycling - Riwal Securitas - Sport Vlaanderen-Baloise - Arkéa-Samsic - Team Novo Nordisk - Total Direct Énergie - Uno-X Pro Cycling Team Continental teams (2)- Natura4Ever-Roubaix Lille Métropole - Saint Michel-Auber 93 |
| |

## Klasyfikacja generalna
| \| Klasyfikacja generalna \| Klasyfikacja generalna \| Klasyfikacja generalna \| Klasyfikacja generalna \| Klasyfikacja generalna \| \| Kolarz \| Kolarz \| Państwo \| Drużyna \| Czas \| \| ---------------------- \| ---------------------- \| ---------------------- \| ---------------------- \| ---------------------- \| \| 1. \| Casper Pedersen \| Dania \| Team Sunweb \| 4h 51' 44" \| \| 2. \| Benoît Cosnefroy \| Francja \| AG2R La Mondiale \| + 0" \| \| 3. \| Joris Nieuwenhuis \| Holandia \| Team Sunweb \| + 30" \| \| 4. \| Valentin Madouas \| Francja \| Groupama-FDJ \| + 30" \| \| 5. \| Warren Barguil \| Francja \| Arkéa-Samsic \| + 30" \| \| 6. \| Petr Vakoč \| Czechy \| Alpecin-Fenix \| + 30" \| \| 7. \| Romain Bardet \| Francja \| AG2R La Mondiale \| + 30" \| \| 8. \| August Jensen \| Norwegia \| Riwal Securitas \| + 2' 11" \| \| 9. \| Maurits Lammertink \| Holandia \| Circus-Wanty Gobert \| + 2' 11" \| \| 10. \| Rudy Molard \| Francja \| Groupama-FDJ \| + 2' 11" \| |                    |          |                     |            |
| |                    |          |                     |            |
| Źródło: ProCyclingStats |                    |          |                     |            |
| Klasyfikacja generalna |                    |          |                     |            |
| Kolarz | Kolarz             | Państwo  | Drużyna             | Czas       |
| 1. | Casper Pedersen    | Dania    | Team Sunweb         | 4h 51' 44" |
| 2. | Benoît Cosnefroy   | Francja  | AG2R La Mondiale    | + 0"       |
| 3. | Joris Nieuwenhuis  | Holandia | Team Sunweb         | + 30"      |
| 4. | Valentin Madouas   | Francja  | Groupama-FDJ        | + 30"      |
| 5. | Warren Barguil     | Francja  | Arkéa-Samsic        | + 30"      |
| 6. | Petr Vakoč         | Czechy   | Alpecin-Fenix       | + 30"      |
| 7. | Romain Bardet      | Francja  | AG2R La Mondiale    | + 30"      |
| 8. | August Jensen      | Norwegia | Riwal Securitas     | + 2' 11"   |
| 9. | Maurits Lammertink | Holandia | Circus-Wanty Gobert | + 2' 11"   |
| 10. | Rudy Molard        | Francja  | Groupama-FDJ        | + 2' 11"   |